# Седруш (Орта)
Седруш (порт. Cedros) — район (фрегезия) в Португалии, входит в округ Азорские острова. Расположен на острове Файял. Является составной частью муниципалитета Орта. Население составляет 1048 человек на 2001 год. Занимает площадь 20,63 км².
Покровителем района считается Святая Варвара (порт. Santa Bárbara).